# Замок Баллігреннан
Замок Баллігреннан (англ. Ballygrennan Castle) — один із замків Ірландії, розташований у графстві Лімерік.

## Історія замку Баллігреннан
Замок Баллігненнан розташований біля дороги на відстані близько 1 км від селища Брафф. Згідно історичних переказів замок побудував граф Кілдер. Але башту замку датують 1583 роком і приписують її будівництво Вільяму Ффоксу. До 1621 року родина Ффокс втратила замок Баллігреннан, але повернула його до 1657 року.
Збереглася основна вежа, ворота, залишки будинків XVII століття.